# クォーターパンツ
クォーターパンツ (Quarter pants) とは、ズボンの総称。ショートパンツの一種で、ハーフパンツより短く、裾の長さは太股の上半分が覆う2-3分丈程度である。クォーター＝1/4→2.5から由来している。一方、スリークォーターパンツはハーフパンツより長く、長ズボンより短く、裾の長さは腓腹筋の下半分を除いて覆う7-8分丈程度である。スリークォーター＝3/4→7.5から由来している。

## 用途
2020年代初頭から多くの応援部に導入された野球部のようなチアリーダーユニフォームは、クォーターパンツとショートパンツを主な特徴としている。
このユニフォームは選手（特に野球）のユニフォームから派生したものだが、選手のユニフォームとは異なり、チアリーダーのユニフォームは丈の短い半ズボンを使用している。
クォーターパンツ丈の半ズボンは、主に2つの長さのうちの1つ（もう1つはショートパンツ丈）であり、その長さは、選手や応援部の男性メンバーが使用する長ズボンや、体育着に使用される膝丈のハーフパンツとの視覚的な違いを生み出す重要な役割を果たす。

## 長さによる分類の例
それぞれの裾丈には厳密な定義がないため、以下はおおよその目安である。
- ホットパンツ - 0-1分丈、裾がほとんどない極端に短いもの[2]。おもに女性用。
- 半ズボン - 5分丈未満、裾が膝より短く、おもに男児用の子供服を指す。
- ショートパンツ - おおむね1-3分丈のものを指す。
- クォーターパンツ - 2-3分丈程度。クォーター=1/4→2.5分丈。
- ハーフパンツ - 4-6分丈程度。スリークォーターパンツより短く、クォーターパンツより長い、中間的なものの総称。
- カプリパンツ・クロップドパンツ・スリークォーターパンツ- 7-8分丈[3]、おもに女性用。厳密には長さによる分類ではなく特定の形態を指すが、「カプリ丈」・「クロップド丈」などとして使用される場合もある。スリークォーター=3/4→7.5分丈。
- 長ズボン - 10分丈、踝の下までの裾丈[3]。基本的には脚をすべて覆って肌が露出しないもの指す。